# Senyoreta en desgràcia
 Senyoreta en desgràcia  (original: A Damsel in Distress) és una pel·lícula musical de George Stevens, inspirada en la novel·la de P.G. Wodehouse, posant en escena Fred Astaire, Joan Fontaine, Gracia Allen i George Burns, estrenada el 1937 i doblada al català.

## Argument
En el transcurs d'una gira a Londres, una estrella de Broadway recull una jove hereva trobada al seu taxi.
Jerry, un compositor estatunidenc de gran èxit, es troba per feina a Londres. Un dia es cola en el seu taxi una noia, que està tractant d'escapar d'algú. La noia desapareix gairebé immediatament, deixant Jerry molt impressionat. Jerry, juntament amb una de les ballarines de la revista on treballa, va al camp a visitar un castell. És la propietat de Lady Alice, la noia del taxi. El compositor intenta deixar un missatge a un home que es confon amb el jardiner, però és Lord Marshmorton, dedicat a treballar al jardí. Mentre Jerry intenta conquerir la bella Gracie, la ballarina conquista el madur Lord. La història acaba amb dos matrimonis anglo-americans.

## Repartiment
- Fred Astaire: Jerry Halliday
- Gracie Allen: Gracie
- George Burns: George
- Joan Fontaine: Lady Alyce Marshmorton
- Reginald Gardiner: Keggs
- Ray Noble: Reggie
- Constance Collier: Lady Caroline
- Montagu Love: Lord John Marshmorton
- Harry Watson: Albert
- Jan Duggan: Mrs Ruggles
- Jack Carson (no surt als crèdits)
- Cleo Ridgely
- Charles Bennett

## Premis i nominacions

### Premis
- 1938. Oscar a la millor direcció de dansa per Hermes Pan per "Fun House"

### Nominacions
- 1938. Oscar a la millor direcció artística per Carroll Clark

## Al voltant de la pel·lícula
- La pel·lícula no va ser un gran èxit comercial contràriament a les expectatives de l'estudi.
- Fred Astaire esperava des de feia molt de temps rodar una pel·lícula sense Ginger Rogers.